# ロンドン地下鉄1967形電車

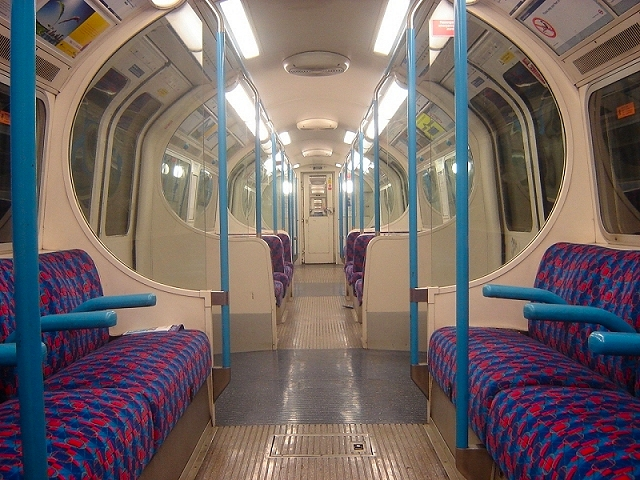
更新後の1967形電車車内

ロンドン地下鉄1967形電車(London Underground 1967 Stock)は1967年から製造され、1968年2月21日に営業運転を開始したロンドン地下鉄ヴィクトリア線用の電車。ロンドン地下鉄の2種類ある車両断面のうち、小さいほうの車両群（チューブ）に属する。

## 概要
1967形電車は自動運転が計画されていたヴィクトリア線用として、1960形を改造して行われた自動運転試験の結果を反映して製造された。自動運転の機能確認のため当初セントラル線ウッドフォード - ハイノールトで4両編成で運用され、1968年9月1日のヴィクトリア線開業時に予定通りヴィクトリア線に転属している。

316両がメトロキャメルで製造され、1989年から1995年にかけてロサイス造船所で更新工事が行われた。1967形は後に製造された1972形とほぼ同一設計だが、1972形には自動運転装置が設置されていないなどの差がある。保守はノーザンバーランド・パーク車両基地で行われ、当車両基地への出入区線がヴィクトリア線唯一の地上区間である。

1987年から1989年にかけて増発のため1972形をノーザン線から転用し、一部編成中に組み込んだ他、2009年から2011年にかけて2009形への取替えが行われた。本文中の車両形式略号などはロンドン地下鉄の車両形式および車両番号の付与方法を参照のこと。

## 外観
1967形電車はロンドン地下鉄で初めて運転台に側面まで回りこむ曲面ガラスを採用した車両である。側面は片側4扉、うち中央部2箇所が幅1372mmの両開き、車端部2箇所が幅686mmの片開きである。ロンドン地下鉄の小断面車両各形式に見られるこの扉配置は、床面高さを下げるために台車上部が台枠内に入り込む構造上、強度が落ちる開口部を台車直上に配置しないためのものである。

先頭車はドア1箇所分を運転台としているため3扉であるが、自動運転前提で設計されたため運転台側面に扉は無く、乗務員は客室または正面扉を通って運転台に出入りする。

登場当初はアルミ無塗装だったが、更新時にロンドン地下鉄標準の赤青白の三色に塗装されている。

## 内装
電動車の中央部はボックスシート、車端部はロングシート。付随車はすべてロングシート。ブレーキとアクセルを一本のレバーで操作する方式がロンドン地下鉄で初めて採用されたが、自動運転前提で操作頻度が少ないと予想されたこと、それまでの車両でブレーキを左手で操作していたことに倣い、左手操作とされた。

## 編成
ヴィクトリア線では4両1ユニットを2組連結した8両編成で運用され、下記の編成を組む。

DM-T-T-DM+DM-T-T-DM

通常先頭に出ないDM（制御電動車）には自動運転装置を搭載しておらず、構内入換運転用となっているが、一部に運用の自由度を高めるため両側の先頭車に自動運転装置を搭載したユニットも存在する。

1967形電車の番号体系は下表の通り。ユニットを組む4両の下2桁の番号は同一である。下2桁01から57と80から86が片運転台、58から79が両運転台である。
| 'A' DM      | 'D' DM      | 'A' T       | 'D' T       |
| ----------- | ----------- | ----------- | ----------- |
| 3001 - 3086 | 3101 - 3186 | 4001 - 4086 | 4101 - 4186 |

### 1972形電車との混結
1980年代にヴィクトリア線の利用客が増加したため、ノーザン線で運用されていた1967形電車とほぼ同一設計の1972形電車1次車28両をヴィクトリア線に転用し、1967形電車と混結出来るよう改造、1967形電車と同じ番号体系に改番の上1967形編成に組み込まれた。組み込みにあたり、1972形電車が先頭に出ないよう1967形電車2両と1972形電車2両でユニットを組むよう組成されたため、1967形電車にも改番が発生している。このほか、事故により廃車となった1967形電車の代替として余剰となっていた1972形電車を組み込んだ編成がある。詳細は以下の通り。

水色地：方転や組成変更に伴い改番された1967形

赤地：1972形からの編入車

| 改番・改造後 | 改番・改造後 | 改番・改造後 | 改番・改造後 | 改造・改番年月 |    | 種車 | 種車 | 種車 | 種車 | 記 事 |
| DM           | T            | T            | DM           | 改造・改番年月 | DM | T    | T    | DM   |      | |
| 3001         | 4001         | 4101         | 3101         | 1988.6         | ←  | 3001 | 4001 | 4317 | 3317 | |
| 3003         | 4003         | 4103         | 3103         | 1988.8         | ←  | 3003 | 4003 | 4323 | 3323 | |
| 3005         | 4005         | 4105         | 3105         | 1989.2         | ←  | 3005 | 4005 | 4529 | 3529 | |
| 3007         | 4007         | 4107         | 3107         | 1989.2         | ←  | 3007 | 4007 | 4325 | 3325 | |
| 3016         | 4016         | 4116         | 3116         | 1995.2         | ←  | 3116 | 4116 | 4204 | 3204 | 3016（初代）+4016（初代）の事故廃車に因る方転、並びに1972形からの改造・編入。4016（初代）は事故廃車。3016（初代）については保存車両の項を参照。 |
| 3022         | 4022         | 4122         | 3122         | 1988.7         | ←  | 3022 | 4022 | 4320 | 3320 | |
| 3041         | 4041         | 4141         | 3141         | 1988.6         | ←  | 3041 | 4041 | 4516 | 3516 | |
| 3052         | 4052         | 4152         | 3152         | 1988.6         | ←  | 3052 | 4052 | 4316 | 3316 | |
| 3056         | 4056         | 4156         | 3156         | 1999.5         | ←  | 3056 | 4056 | 4156 | 3312 | 3184（初代）の事故廃車に伴う1972形からの改造・編入。                                                                                            |
| 3080         | 4080         | 4180         | 3180         | 1988.7         | ←  | 3217 | 4217 | 4101 | 3101 | |
| 3081         | 4081         | 4181         | 3181         | 1989.2         | ←  | 3527 | 4527 | 4103 | 3103 | |
| 3082         | 4082         | 4182         | 3182         | 1988.7         | ←  | 3223 | 4223 | 4105 | 3105 | |
| 3083         | 4083         | 4183         | 3183         | 1989.2         | ←  | 3225 | 4225 | 4107 | 3107 | |
| 3084         | 4084         | 4184         | 3184         | 1987.10        | ←  | 3520 | 4520 | 4141 | 3141 | |
| 3084         | 4084         | 4184         | 3184         | 1999.5         | ←  | 3084 | 4084 | 4184 | 3156 | 3184（初代）の事故廃車に伴う組成変更・改番。 |
| 3085         | 4085         | 4185         | 3185         | 1988.5         | ←  | 3216 | 4216 | 4152 | 3152 | |
| 3086         | 4086         | 4186         | 3186         | 1988.7         | ←  | 3220 | 4220 | 4122 | 3122 | |

## 更新工事
1989年の試作工事を経て、1990年から1995年にかけて車両更新工事が行われ、電気部品の絶縁強化、難燃化、内装の交換、外部塗装などが施された。

## 自動放送装置
ヴィクトリア線用車両には2000年から2001年にかけてアクトン車両基地で女声の自動放送装置が設置された。放送の例は以下の通り。
"This is Green Park. Change here for the Jubilee and Piccadilly Lines. Exit here for Buckingham Palace. This is a Victoria Line Train to Brixton." "Stand clear of the closing doors."
2007年11月にセント・パンクラス駅国際化とロンドン・オーバーグランド設立に対応して放送内容が一部変更された。この変更にあわせ、「下車駅」を表す言葉がジュビリー線同様にAlightからExitに変更され、ウォーレン・ストリートへの案内がなくなっている。

## 保存車両
車両番号3016の制御電動車がウォスサムストー・ポンプ・ハウス博物館に保管されている。

この車両は、衝突事故に遭ったため更新時に1972形からの編入車に差し替えられて廃車になった初代の車輌で、未更新の原型である。
また、2011年のさよなら運転に使われた車両番号3052がアクトンの車両基地で保存されている。

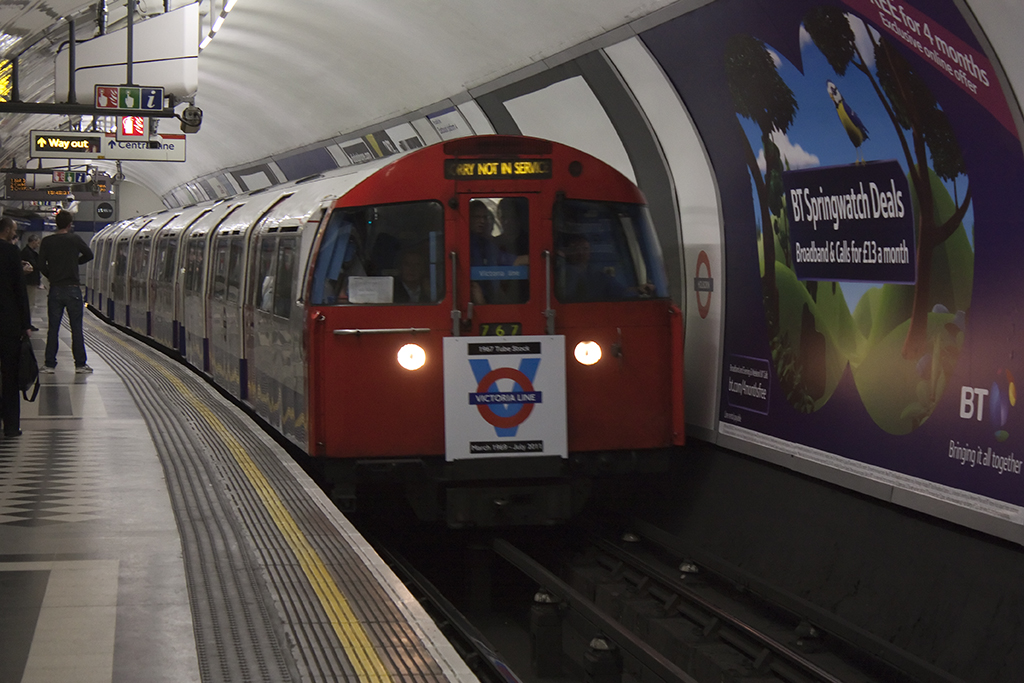
さよなら運転では開業時につけていたヘッドマークが取り付けられた。

## 2009形電車への置換
1967形電車は2009年7月21日のセヴン・シスターズ23時55分発ブリクストン行277列車からヴィクトリア線近代化計画の一環としてボンバルディアで製造された2009形への置き換えが始まった。新信号装置の導入により、2011年5月28日をもってセブン・シスターズ以北への乗り入れが無くなり、残ったセブン・シスターズ以南での運行も2011年6月30日で終了した。

## 参考資料
- Brian Hardy (1990). London Underground Rolling Stock 12th Edition. Capital Transport. ISBN 1854141309
- Brian Hardy (2002). London Underground Rolling Stock 15th Edition. Capital Transport. ISBN 1854142631
- “London Underground 1967 Tube Stock”.   Tubeprune. 2009年9月14日閲覧。
- “London Underground Rolling Stock Sizes, Measurements and Details”.   Tubeprune. 2009年9月14日閲覧。
- “1967 Tube Stock Specifications”.   Transport for London. 2013年11月5日時点のオリジナルよりアーカイブ。2009年9月14日閲覧。
- “1967 Tube Stock”.   Squarewheels.org.uk. 2009年9月15日閲覧。

- ロンドン交通博物館の画像アーカイブ
  - 1967年撮影の1967形
  - 1968年撮影の1967形運転台